# Brujerizmo
Brujerizmo è il terzo album in studio del gruppo death metal messicano Brujeria, pubblicato nel 2000.

## Tracce
1. Brujerizmo – 3:50
2. Vayan sin miedo – 2:16
3. La traición – 1:57
4. Pititis te invoco – 2:24
5. Laboratorio cristalitos – 1:31
6. Division del norte – 3:51
7. Marcha de odio – 2:49
8. Anti-Castro – 2:33
9. Cuiden a los niños – 3:30
10. El bajón – 1:59
11. Mecosario – 2:47
12. El desmadre – 1:41
13. Sida de la mente – 4:36

## Formazione
- Juan Brujo - voce
- Pinche Peach - seconda voce
- Asesino - chitarra
- El Hongo - chitarra
- Cristo de Pisto - chitarra
- Güero Sin Fe - basso
- Fantasma - basso, seconda voce
- El Greñudo - batteria
- Hongo Jr. - batteria
- Pititis - voce femminile
- Marijuano Machete - voce, effetti